# Вірджинія
Вірджи́нія (англ. Virginia, МФА: [vərˈdʒɪnjə] ( прослухати)) — штат у США, на Атлантичному узбережжі; 105,6 тис. км², 6,5 млн мешканців; адміністративний центр Ричмонд; головний конгломерат міст і портів (Гемптон Роудз) утворюють міста: Норфолк, Ньюпорт-Ньюз, Гемптон, Портсмут. Гори Аппалачі проходять через західну частину штату. Ліси переважно хвойні; тваринництво, вирощування тютюну, кукурудзи; видобуток кам'яного вугілля; текстильна, хімічна, корабельна промисловість; риболовля.

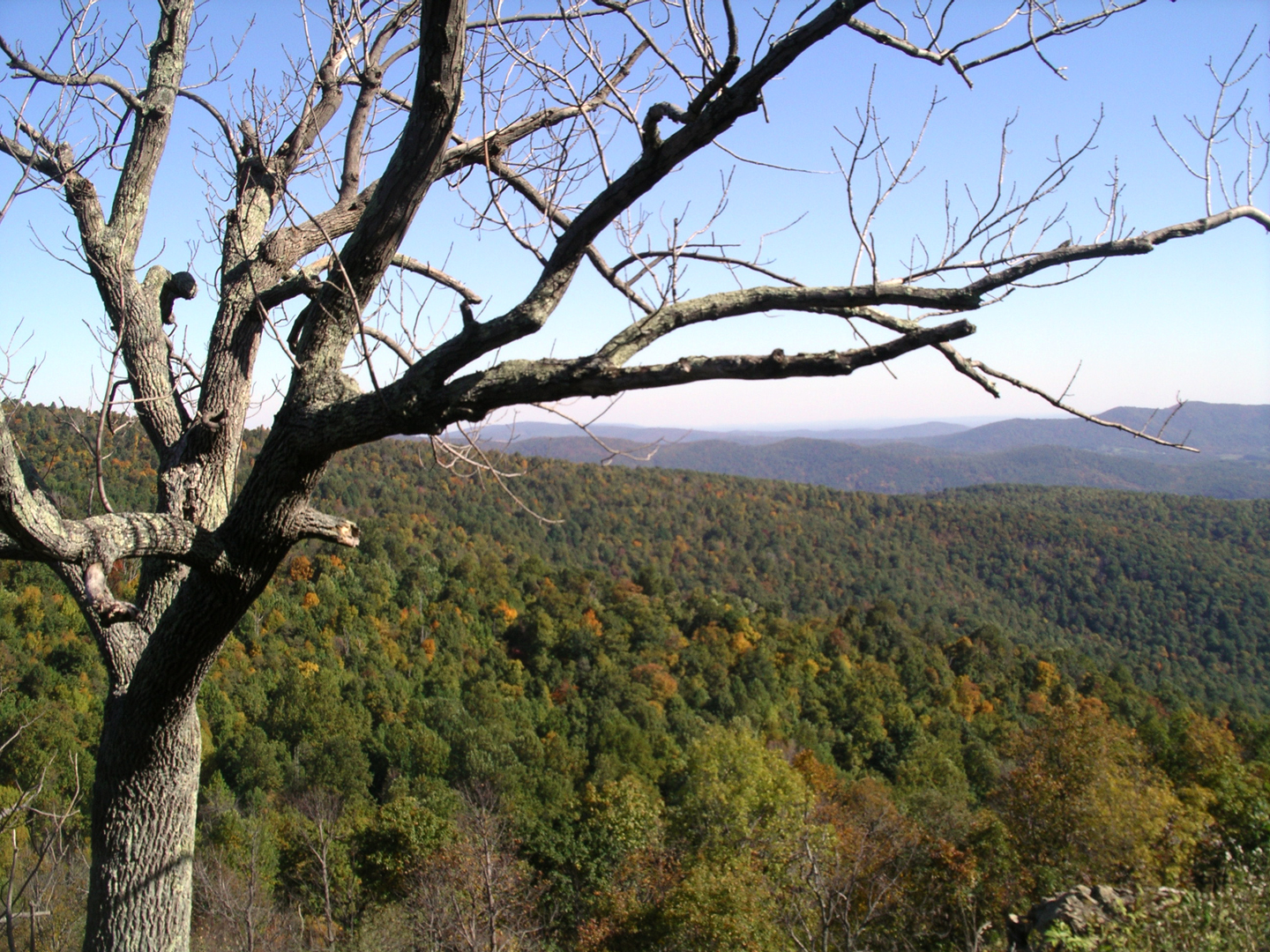
Блакитні гори

## Особливості
Блакитні гори, Національний парк Шенандоа, Арлінгтонський національний цвинтар, Маунт-Вернон (плантація Джорджа Вашингтона, 1752-99 роки), Монтіселло (будинок Томаса Джефферсона біля Шарлотвілля), Страфорд-Холл (батьківщина Роберта Лі), історичні райони Йорктаун і Джеймстаун.

## Виробництво
Батат, кукурудза, тютюн, яблука, арахіс, вугілля, судна, вантажівки, папір, хімікати, харчові продукти, текстиль.

## Відомі люди
Річард Берд, Елла Фіцджеральд, Патрик Генрі, Томас Джефферсон, Роберт Едвард Лі, Джеймс Медісон, Джордж Маршалл, Джеймс Монро, Едгар Аллан По, Джон Тайлер, Букер, Джордж Вашингтон, Вудро Вільсон.

## Назва
Штат названий на честь Єлизавети I; Джеймстаун — перше постійне поселення англійців у Новому Світі з 1607 року. Рабство введене в 1619 році. Заселено плантаторами, що вирощували тютюн. Штат зіграв головну роль в Американській революції. Один з перших тринадцяти штатів, що приєднався до Конфедерації під час Громадянської війни. Ричмонд був столицею Конфедерації.

## Судова система і злочинність
Судова система Вірджинії ділиться на чотири основних рівні: Верховний суд, Апеляційний суд, окружні суди та районні суди. Верховний суд, що складається з головного судді та 6 суддів, є судом останньої інстанції в штаті. У його основні обов'язки входить перегляд рішень, винесених судами нижчої інстанції, включаючи кримінальні й цивільні справи.
У 2018 році в Вірджинії на кожні 100 000 осіб припадало 200 насильницьких злочинів, в порівнянні з 380,6 на 100 000 по країні. Всього у 2018 році вбивств: 391 (17 місце).

## Історія
Традиційно на території нинішньої Вірджинії мешкали індіанські племена черокі, чикахоміні, мехерріни, монахани, памунки тощо. Їх відносять до трьох великих етнічних груп, найбільшою з яких була алгонкінська, дві інші — ірокезька і сіу.
Наприкінці XVI століття (1587 року), коли Англія розпочала колонізацію Північної Америки, провінція отримала назви Вірджинія («Цнотлива») на честь королеви Єлизавети I, що ніколи не виходила заміж. На початку XVII століття тут була створена Лондонська Вірджинська компанія, що фінансувала Джеймстаун (перша столиця провінції) та інші англійські поселення.
З 1699 по 1780 роки столицею колонії був Вільямсбург, де шістьма роками раніше заснували Коледж Вільяма і Мері, другий найстаріший вищий навчальний заклад у США.
У 1780 році, під час Революційної війни столицю перенесли до Ричмонда. 25 червня 1788 року Вірджинія стала десятим за ліком і найбільшим з перших тринадцяти штатів США. Після війни Вірджинія довгий час була головним політичним центром країни: саме звідси походили автори конституції, а також вісім президентів та інші відомі політики.
У квітні 1861 року Вірджинія офіційно вступила до складу Конфедерації. У 1863 р. від неї відокремилася західна частина (нині штат Західна Вірджинія). В ході війни Вірджинія стала головною ареною битв — тут сталися битви на місцевості сучасного парку Бул-Ран, Пітерсбурзі, Фредеріксберзі тощо. Тут же 9 квітня 1865 року в містечку Аппоматокс генерал Роберт Лі підписав акт про капітуляцію.
У 1840-х роках розвиток промисловості був заморожений Громадянською війною, але відновився у XX столітті. В ході післявоєнної реконструкції Вірджинія була знов офіційно прийнята до складу США в 1870 році. У 1967 році вперше з 1891 року в законодавчі збори штату обрали чорношкірого громадянина, а в 1969 році вперше з часу закінчення громадянської війни штат очолив губернатор-республіканець. У 1989 році вперше в історії США на пост губернатора штату обрали афроамериканця Лоренса Вайлдера.

## Мовний склад населення (2010)
| Мови        | Частка людей старше 5 років, % |
| ----------- | ------------------------------ |
| Англійська  | 85,87                          |
| Іспанська   | 6,41                           |
| Корейська   | 0,77                           |
| В'єтнамська | 0,63                           |
| Тагальська  | 0,56                           |
| Китайська   | 0,48                           |
| Французька  | 0,46                           |
| Арабська    | 0,40                           |
| Німецька    | 0,37                           |
| Хінді       | 0,34                           |
| інші        | 3,71                           |